# Coelophora pupillata
Coelophora pupillata är en skalbaggsart som först beskrevs av Swartz in Schönherr 1808.  Coelophora pupillata ingår i släktet Coelophora och familjen nyckelpigor. Inga underarter finns listade i Catalogue of Life.